# 卡爾·海絲
卡爾·海絲（英語：Karl Hess，1923年5月25日—1994年4月22日），美国政治理论家，同时他还是编辑、焊工、摩托车赛车手、演说萍撰稿人和作家。主要支持左翼自由意志主义与无政府资本主义的混合体。他曾担任1964年美国共和党总统候选人貝利·高華德的演说撰稿人和政治顾问，支持保守主义。因戈德华特在大选中惨败而被排挤出共和党，转向自由意志主义。在此期间他和穆瑞·羅斯巴德积极合作，并参与了美国自由党的创建工作。

## 早年生活
赫斯出生于华盛顿特区，生名为“卡尔·赫斯三世”，童年时随网球冠军父亲卡尔·赫斯二世移居菲律宾。他的父母有德国和西班牙血统。但由于父亲不忠于婚姻，他的母亲塞尔玛与富有的父亲离婚，并带着卡尔返回华盛顿。她拒绝他支付赡养费或子女抚养费，找了一份电话接线员的工作，在非常简朴的环境中抚养儿子。
母亲鼓励他保持好奇心和直接学习。她经常坚持让卡尔自己弄清楚事情，或者通过阅读来增加知识。与他的朋友穆瑞·罗斯巴德早年经历相似，卡尔和他的母亲认为公共教育是浪费时间的，然而和接受私立学校教育的罗斯巴德不同，由于贫穷他最后选择逃学并在图书馆进行学习。为了逃避强制教育，他在镇上的每一所小学都注册过，然后逐渐从每一所小学退学，这使得当局无法确切知道他应该去哪里。他对图书馆产生了极大的敬畏之情；这成为他个人哲学的基础，他在自传中写道：“识字是整个世界工厂的基本工具。”
卡尔年轻时打网球、学习射击、练习击剑。后来，他又学习了枪械制造。15 岁时，他正式退学，在沃尔特·康普顿的邀请下，到互助广播公司担任新闻撰稿人。18岁时赫斯就担任《华盛顿每日新闻》的助理城市编辑。1942年，赫斯加入美国陆军并参与太平洋战争，因为患有疟疾而退役。
1945年，卡尔·赫斯改了名字，去掉了三世的称呼，并将Carl也改为了Karl。根据他的自传《Mostly on the Edge》，他认为字母C“过于温和和卷曲，K则因为那些毫不妥协的直线而显得更加坚强，更符合我独立和自由思想的自我形象。”